# Список улиц Минска

Список улиц Минска — перечень улиц, переулков, проездов, трактов, проспектов и площадей города Минска.
В список включены объекты под существующими названиями с указанием наименований на белорусском языке и в ряде случаев прежних названий.

## 0—9
2-я Шестая линия улица, бел. 2-я Шостая лінія.
Советский район
3 Сентября улица, бел. 3 Верасня
8 Марта площадь, бел. 8 Сакавіка
17 Верасня бульвар, бел. 17  Верасня
50 лет Победы улица, бел. 50 гадоў Перамогі.
Первомайский район

## А
Абрикосовая улица, бел. Абрыкосавая.
Советский район — располагается в микрорайоне Цнянка.
Авакяна улица.
Октябрьский район, до 1976 — Либавская улица, Г. А. Авакян — офицер, участник Великой Отечественной войны, Герой Советского Союза
Авангардная улица.
Партизанский район
Авангардный переулок, бел. Авангардны.
Партизанский район
Авиации улица, бел. Авіяцыі.
Октябрьский район
Авроровская улица, бел. Аўрораўская.
Ленинский район, Крейсер «Аврора» — крейсер, давший сигнал к штурму Зимнего дворца
Автодоровская улица, бел. Аўтадораўская.
Московский район
Автодоровский переулок, бел. Аўтадораўскі.
Московский район
Автозаводская улица, бел. Аўтазаводская.
Заводской район
Автозаводской переулок, бел. Аўтазаводскі.
Заводской район
Автомобилистов улица, бел. Аўтамабілістаў.
Центральный район
Агатовый переулок, бел. Агатавы.
Центральный район
Азгура улица.
Партизанский район, З. И. Азгур — скульптор
Азизова улица, бел. Азізава.
Центральный район, Домулло Азизов — участник Великой Отечественной войны, Герой Советского Союза
Азовская улица, бел. Азоўская.
Московский район
Айвазовского улица, бел. Айвазоўскага.
Заводской район И. К. Айвазовский — художник
Айвазовского переулок, бел. Айвазоўскага.
Заводской район
Академическая улица, бел. Акадэмічная.
Первомайский район
Аладовых улица, бел. Аладавых.
Фрунзенский район, Н. И. Аладов — композитор, Е. В. Аладова — искусствовед
Александровская улица, бел. Аляксандраўская.
Центральный район
Алеся Гаруна, бел. Алеся Гаруна.
Фрунзенский район, Гарун, Алесь — поэт, писатель.
Алибегова улица, бел. Алібегава.
Московский район, И. Я. Алибегов (1887—1941) — революционер, председатель Минского губкома РСДРП в 1917 году
Аллейная улица, бел. Алейная.
Первомайский район
Алтайская улица.
Заводской район
Алтайский переулок, бел. Алтайскі.
Заводской район
Амбулаторная улица.
Ленинский район
Амбулаторный переулок, бел. Амбулаторны.
Ленинский район
Амураторская улица, бел. Амуратарская.
Центральный район
Амурская улица.
Советский район
Амурский переулок, бел. Амурскі.
Советский район
Ангарская улица.
Заводской район
Ангарский переулок, бел. Ангарскі.
Заводской район
Андреевская улица, бел. Андрэеўская.
Партизанский район
Аннаева улица, бел. Анаева.
Партизанский район, до 1976 — Коллективная улица, Аннаев, Ораз — участник Великой Отечественной войны, Герой Советского Союза
Антоновская улица, бел. Антонаўская.
Партизанский район
Аполинарьевская улица, бел. Апалінар’еўская.
Советский район
Аранская улица.
Ленинский район
Арктическая 1-я улица, бел. Арктычная.
Советский район
Арктическая 2-я улица, бел. Арктычная.
Советский район
Артёма улица, бел. Арцёма.
Заводской район
Артёма 1-й переулок, бел. Арцёма.
Заводской район
Артёма 1-й проезд, бел. Арцёма.
Заводской район
Артёма 4-й проезд, бел. Арцёма.
Заводской район
Артиллеристов улица, бел. Артылерыстаў.
Октябрьский район
Асаналиева улица, бел. Асаналіева.
Октябрьский район
Асаналиева переулок, бел. Асаналіева.
Октябрьский район
Ауэзова улица, бел. Ауэзава.
Заводской район
Аэродромная улица, бел. Аэрадромная.
Октябрьский район
Аэродромный переулок, бел. Аэрадромны.
Октябрьский район
Аэрофлотская улица, бел. Аэрафлоцкая.
Октябрьский район
Аэрофлотский 1-й переулок, бел. Аэрафлоцкі.
Октябрьский район

## Б
Бабушкина улица, бел. Бабушкіна.
Багратиона улица, бел. Баграціёна.
Партизанский район, до 1950 — Северная улица
Багратиона 1-й переулок, бел. Баграціёна
Багратиона 2-й переулок, бел. Баграціёна
Багряная улица, бел. Барвовая
Багряный переулок, бел. Барвовы
Базисная 1-я улица, бел. Базісная
Базисная 2-я улица, бел. Базісная
Базисный переулок, бел. Базісны
Байкальская улица
Бакинская улица, бел. Бакінская
Балтийская улица, бел. Балтыйская
Барамзиной улица, бел. Барамзіной
Барановщина улица, бел. Баранаўшчына
Барановщина 1-й переулок, бел. Баранаўшчына
Басиаловская улица, бел. Басіялаўская
Басиаловский 1-й переулок, бел. Басіялаўскі
Басиаловский 2-й переулок, бел. Басіялаўскі
Баторинская улица, бел. Баторынская
Баторинский переулок, бел. Баторынскі
Бачило улица, бел. Бачылы.
Названа в честь Алеся Бачило
Бангалор площадь
Бегомльская улица, бел. Бягомльская
Беды Леонида улица, бел. Бяды.
Названа в честь Леонида Беды
Белецкого улица, бел. Бялецкага.
Белинского улица, бел. Бялінскага.
Бельского улица, бел. Бельскага.
Беломорская улица, бел. Беламорская
Беломорский переулок, бел. Беламорскi
Белорусская улица, бел. Беларуская
Белорусский 1-й переулок, бел. Беларускі
Белорусский 2-й переулок, бел. Беларускі
Белорусский 4-й переулок, бел. Беларускі
Бельчицкая улица, бел. Бельчыцкая
Беляева улица, бел. Бяляева
Березинская улица, бел. Бярэзінская
Березогорская улица, бел. Бярозагорская
Берестянская улица, бел. Берасцянская
Берсона улица, бел. Берсана
Берсона переулок, бел. Берсана.
Московский район, до 1922 — Трубная улица
Берута улица
Бетонный проезд, бел. Бетонны
Бехтерева улица, бел. Бехцерава
Бехтерева переулок, бел. Бехцерава
Библиотечная улица, бел. Бібліятэчная 
Бирюзова улица, бел. Бірузова
Бобруйская улица, бел. Бабруйская.
Октябрьский район. Названа в честь города Бобруйска
Богдана Хмельницкого улица, бел. Багдана Хмяльніцкага.
Советский район
Богдановича переулок, бел. Багдановіча.
Советский район
Улица Максима Богдановича (Минск), бел. Багдановіча.
Советский район
Богушевича площадь, бел. Багушэвіча
Болотникова улица, бел. Балотнікава
Болотникова переулок, бел. Балотнікава
Больничный переулок, бел. Бальнічны
Бородинская улица, бел. Барадзінская
Ботаническая улица, бел. Батанічная
Болотная улица, бел. Балотная
Болотный переулок, бел. Балотны
Боровая улица, бел. Баравая
Боровецкий переулок, бел. Баравецкі. До 2004 года — Дружный переулок
Брагинская улица, бел. Брагінская
Брагинский 1-й переулок, бел. Брагінскi
Брагинский 2-й переулок, бел. Брагінскi
Браславская улица, бел. Браслаўская
Братская улица, бел. Брацкая
Братский переулок, бел. Брацкі
Брестская улица, бел. Брэсцкая
Брестский 1-й переулок, бел. Брэсцкі
Брестский 2-й переулок, бел. Брэсцкі
Брестский 3-й переулок, бел. Брэсцкі
Брестский 4-й переулок, бел. Брэсцкі
Брестский 5-й переулок, бел. Брэсцкі
Брикета улица, бел. Брыкета
Брилевская улица, бел. Брылеўская
Брилевский 1-й переулок, бел. Брылеўскі
Брилевский тупик, бел. Брылеўскі
Бровикова улица, бел. Бровікава
Бровки улица, бел. Броўкі
Броневой переулок, бел. Бранявы
Брест-Литовская улица, бел. Брэст-Літоўская
Будённого улица, бел. Будзёнага
Будславская улица, бел. Будслаўская
Будславский переулок, бел. Будслаўскі
Буйло улица.
Названа в честь Констанции Буйло (1893 ― 1986)
Буйницкого переулок, бел. Буйніцкага
Буйницкого улица, бел. Буйніцкага
Бумажкова улица, до 1950 года — улица Заслонова
Бумажкова переулок
Бумажкова проезд
Бурдейного улица, бел. Бурдзейнага
Быховская улица, бел. Быхаўская.
Октябрьский район
Бядули улица, бел. Бядулі.
Названа в честь Змитрока Бядули. До 1956 года — улица Галантерейная

## В
Вавилова улица, бел. Вавілава
Вавилова переулок, бел. Вавілава
Ванеева площадь
Ванеева улица
Ваньковича улица, бел. Ваньковіча
Варвашени улица, бел. Варвашэні.
Названа в честь Варвашеня, Иван Денисович (1904—1957), партийного и государственного деятель БССР, одного из организаторов и руководителей коммунистического подполья и партизанского движения на территории Минской области в годы Великой Отечественной войны. До 2005 года — улица Енисейская
Васнецова улица, бел. Васняцова
Васнецова 1-й переулок, бел. Васняцова|
Васнецова 2-й переулок, бел. Васняцова
Ватутина улица, бел. Ватуціна.
Названа в честь Николая Фёдоровича Ватутина
Ватутина проезд, бел. Ватуціна.
Ваупшасова улица, бел. Ваўпшасава
Васильковая улица, бел. Васільковая
Велозаводская улица, бел. Велазаводская
Великоморская улица, бел. Вялікаморская
Великоморский переулок, бел. Вялікаморскі
Велосипедный переулок, бел. Веласіпедны.
Назван по расположенному рядом ОАО «Мотовело»
Велосипедный 2-й переулок, бел. Веласіпедны
Вересковая улица, бел. Верасовая
Верещагина улица, бел. Верашчагіна
Верхняя улица
Верхний переулок, бел. Верхні
Веснинка улица, бел. Вяснінка. До 1974 года — Заводская улица
Веснинка переулок, бел. Вяснінка
Веснинка проезд, бел. Вяснінка
Веснина проезд, бел. Вясніна
Весенняя улица, бел. Вясенняя
Взлётная улица, бел. Узлётная
Вилейский переулок бел. Вілейскi
Вилковщина улица, бел. Вілкаўшчына
Вильямса улица, бел. Вільямса
Вильямса 1-й переулок, бел. Вільямса
Виноградная улица, бел. Вінаградная
Вирская улица, бел. Вірская
Витебская улица, бел. Віцебская.
Названа в честь города Витебска
Вишнёвый переулок, бел. Вішнёвы
Водозаборная улица, бел. Водазаборная
Водолажского улица, бел. Вадалажскага
Водопроводный переулок, бел. Водаправодны
Войсковый переулок, бел. Вайсковы
Вокзальная улица, бел. Вакзальная.
Названа по расположенному на ней железнодорожному вокзалу.
Вокзальный 1-й переулок, бел. Вакзальны
Волгоградская улица, бел. Валгаградская.
Первомайский район, до 1961 — Сталинградская площадь
Волгодонская улица, бел. Валгадонская
Волжская улица
Волжский проезд, бел. Волжскі
Волмянская улица, бел. Валмянская
Володарского улица, бел. Валадарскага.
Московский, Ленинский районы, до 1922 — Серпуховская улица
Воложинская улица, бел. Валожынская
Волочаевская улица, бел. Валачаеўская
Володько улица, бел. Валадзько.
Октябрьский район
Волочаевский 3-й переулок, бел. Валачаеўскі
Волочаевский проезд, бел. Валачаеўскі
Волоха улица, бел. Волаха.
Московский район, до 1966 — Лютеранская улица
Воронянского улица, бел. Варанянскага.
Октябрьский район, до 1967 — Кузнечная улица
Воронянского переулок, бел. Варанянскага.
Октябрьский район
Воропаевская улица, бел. Варапаеўская
Восточная улица, бел. Усходняя.
Советский район
Восточный переулок, бел. Усходнi
Встречная улица, бел. Сустрэчная
Встречный переулок, бел. Сустрэчны
Вузовский переулок, бел. Вузаўскі
Выготского улица, бел. Выгоцкага
Высокая улица
Высокий переулок, бел. Высокі
Вышелесского переулок, бел. Вышалескага.
Назван в честь Сергея Николаевича Вышелесского
Вышелесского улица, бел. Вышалескага
Вязынская улица
Вязынский 1-й переулок, бел. Вязынскі
Вязынский 2-й переулок, бел. Вязынскі

## Г
Гагарина улица, бел. Гагарына
Газеты «Звязда» проспект.
Московский район, до 2005 — проспект имени газеты «Известия»
Газеты «Правда» проспект, бел. газеты «Праўда»
Гало улица
Гамарника улица, бел. Гамарніка
Гошкевича улица, бел. Гашкевіча
Гастелло улица, бел. Гастэлы
Гая улица
Гвардейская улица, бел. Гвардзейская
Гвардейский переулок, бел. Гвардзейскі
Гедройца улица.
Московский район
Геологическая улица, бел. Геалагічная.
Партизанский район
Геологический переулок, бел. Геалагічны
Герасименко улица, бел. Герасіменка.
Заводской район
Герцена улица, бел. Герцэна
Германовская 2-я улица, бел. Германаўская
Германовский переулок, бел. Германаўскі
Германовский 2-й переулок, бел. Германаўскі
Героев 120-й Дивизии улица, бел. Герояў 120-й Дывізіі.
Первомайский район, до 1998 — улица Беляева
Гикало улица, бел. Гікалы.
Советский район, до 1967 — Бондаревская улица
Гинтовта улица, бел. Гінтаўта.
Первомайский район
Глаголева улица
Глаголева 2-й переулок
Глаголева 3-й переулок
Глебки Петра улица, бел. Пятра Глебкі
Глинище проезд, бел. Глінішча
Глубокская улица, бел. Глыбоцкая
Гоголевская улица, бел. Гогалеўская
Голодеда улица, бел. Галадзеда
Голодеда проезд, бел. Галадзеда
Голубева улица
Голубка Владислава улица, бел. Уладзіслава Галубка
Гольшанская улица, бел. Гальшанская
Гольшанский 1-й переулок, бел. Гальшанскі
Гольшанский 2-й переулок, бел. Гальшанскі
Гомельский переулок, бел. Гомельскі
Горный переулок, бел. Горны|
Горовца улица, бел. Гараўца
Городецкая улица, бел. Гарадзецкая
Горная улица
Горбатова улица, бел. Гарбатава
Горецкого улица, бел. Гарэцкага
Городской Вал улица, бел. Гарадскі Вал
Гребельки улица, бел. Грэбелькі
Грекова улица, бел. Грэкава
Грекова 1-й переулок, бел. Грэкава
Грекова 2-й переулок, бел. Грэкава
Грибоедова улица, бел. Грыбаедава.
Центральный район
Грибной переулок, бел. Грыбны
Грицевца улица, бел. Грыцаўца.
Партизанский район, до 1955 — улица Заводское Кольцо
Гродненская улица, бел. Гродзенская
Громова улица, бел. Громава. До 2000 года — часть проспекта газеты «Известия»
Грушевская улица, бел. Грушаўская.
Названа по микрорайону «Грушевка», в котором она расположена
Грушевский переулок, бел. Грушаўскі
Гурского улица, бел. Гурскага
Гусовского улица, бел. Гусоўскага
Гуртьева улица, бел. Гурцьева.
Первомайский район

## Д
Дальний переулок, бел. Дальні
Даумана улица, бел. Даўмана
Дачный переулок, бел. Дачны
Дачная улица
Двинская улица, бел. Дзвінская
Дворищи улица, бел. Дворышчы
Дежнёва улица, бел. Дзяжнёва
Декабристов улица, бел. Дзекабрыстаў
Денисовская улица, бел. Дзянісаўская.
Ленински район
Денисовский переулок, бел. Дзянісаўскi
Дзержинского проспект, бел. Дзяржынскага.
Московский район, до 1979 — улица Советских Пограничников
Деповский переулок, бел. Дэпоўскі
Детский 1-й переулок, бел. Дзіцячы
Детский 2-й переулок, бел. Дзіцячы
Детский 3-й переулок, бел. Дзіцячы
Детдомовская улица, бел. Дзетдомаўская
Димитрова переулок, бел. Дзімітрава.
Центральный, до 1934 — Большая Татарская улица
Димитрова улица, бел. Дзімітрава
Дисенская улица, бел. Дзісенская
Днепровская улица, бел. Дняпроўская
Днепровский переулок, бел. Дняпроўскі
Днепровский проезд, бел. Дняпроўскі
Добромысленский переулок, бел. Дабрамысленскі
Доватора улица, бел. Даватара.
Центральный район
Докучаева улица, бел. Дакучаева
Докшицкая улица, бел. Докшыцкая
Долгиновский 2-й переулок, бел. Далгінаўскі
Долгиновский 3-й переулок, бел. Далгінаўскі
Долгиновский 4-й переулок, бел. Далгінаўскі
Долгиновский проезд, бел. Далгінаўскі
Долгиновский тракт, бел. Далгінаўскі
Домашевская улица, бел. Дамашэўская
Домашевский переулок, бел. Дамашэўскі
Домашевский 4-й переулок, бел. Дамашэўскі
Домбровская улица, бел. Дамброўская
Домейко улица, бел. Дамейкі
Дорошевича улица, бел. Дарашэвіча.
Советский район, до 1968 — 1-я Шестая линия
Достоевского улица, бел. Дастаеўскага.
Советский район, до 1919 — Архиерейский переулок
Достоевского переулок, бел. Дастаеўскага
Долгобродская улица, бел. Даўгабродская
Дражня улица
Дражненский 1-й переулок, бел. Дражненскі
Дражненский 2-й переулок, бел. Дражненскі
Дрозда улица, бел. Дразда. До 2005 года — Обувной пер.
Дроздовича улица, бел. Драздовіча
Дружная улица
Дружба (Дружбы) улица.
Московский район
Друйская улица
Дубовлянский переулок, бел. Дубаўлянскі
Дубравинская улица, бел. Дубравінская
Дубравинский переулок, бел. Дубравінскi
Дунина-Марцинкевича улица, бел. Дуніна-Марцінкевіча.
Названа в честь Викентия Дунина-Марцинкевича

## Е
Евфросиньи Полоцкой улица, бел. Еўфрасінні Полацкай
Ельницкая улица, бел. Ельніцкая. До 2004 года — улица Гартного
Енисейская улица, бел. Енісейская
Енисейский 1-й переулок, бел. Енісейскі
Енисейский 2-й переулок, бел. Енісейскі
Енисейский проезд, бел. Енісейскі
Ермака переулок
Ермака улица.
Центральный район
Есенина улица, бел. Ясеніна

## Ж
Жасминовая улица, бел. Язмінавая
Жебрака улица, бел. Жэбрака
Жебрака переулок, бел. Жэбрака
Жилуновича улица, бел. Жылуновіча.
До 1990 — улица Жданова
Железнодорожная улица, бел. Чыгуначная
Железнодорожный 1-й переулок, бел. Чыгуначны
Железнодорожный 2-й переулок, бел. Чыгуначны
Железнодорожный 3-й переулок, бел. Чыгуначны
Железнодорожный 4-й переулок, бел. Чыгуначны
Железнодорожный 5-й переулок, бел. Чыгуначны
Железнодорожный 6-й переулок, бел. Чыгуначны
Железнодорожный 7-й переулок, бел. Чыгуначны
Железнодорожный 8-й переулок, бел. Чыгуначны
Жлобинская улица, бел. Жлобінская
Жудро улица
Жукова проспект, бел. Жукава.
Московский район
Жуковского улица, бел. Жукоўскага.
Октябрьский район
Жуковского 1-й переулок, бел. Жукоўскага
Жуковского 2-й переулок, бел. Жукоўскага
Жиновича улица. (бел. Жыновiча)
Фрунзенский район

## З
Заборского улица, бел. Заборскага
Заводская улица, бел. Завадская
Загородный 1-й переулок, бел. Загарадны
Загородный 2-й переулок, бел. Загарадны
Загородный 3-й переулок, бел. Загарадны
Загородный 4-й переулок, бел. Загарадны
Заливная улица, бел. Заліўная
Замковая улица, бел. Замкавая
Западная улица, бел. Заходняя
Запорожская улица, бел. Запарожская
Запорожский 1-й переулок, бел. Запарожскі
Запорожский 3-й переулок, бел. Запарожскі
Запрудная улица
Заречанская улица, бел. Зарачанская
Заречанский переулок, бел. Зарэчанскі. До 2004 года — Западный переулок
Заречная улица, бел. Зарэчная
Заречный 1-й переулок, бел. Зарэчны
Заречный 2-й переулок, бел. Зарэчны
Заречный 3-й переулок, бел. Зарэчны
Заречный тупик, бел. Зарэчны
Заславская улица, бел. Заслаўская
Заслонова улица, бел. Заслонава.
Первомайский район
Затишье улица, бел. Зацішша
Захарова улица, бел. Захарава.
Партизанский район
Зацень улица
Звёздная улица, бел. Зорная
Зелёная улица, бел. Зялёная.
Первомайский район
Зеленолугская улица, бел. Зялёналужская
Зелёный переулок, бел. Зялёны
Землемерная 1-я улица, бел. Землямерная
Землемерная 2-я улица, бел. Землямерная
Землемерный переулок, бел. Землямерны
Земледельческая улица, бел. Земляробская.
Центральный район
Земледельческий 1-й переулок, бел. Земляробчы
Земледельческий 3-й переулок, бел. Земляробчы
Зенитный переулок, бел. Зенітны
Зимняя улица, бел. Зімняя
Зимний 1-й переулок, бел. Зімні
Зимний 2-й переулок, бел. Зімні
Золотая улица, бел. Залатая
Золотая Горка улица, бел. Залатая Горка
Золотой переулок, бел. Залаты
Зубачёва улица, бел. Зубачова
Зубачёва 1-й переулок, бел. Зубачова
Зубачёва 2-й переулок, бел. Зубачова
Зубачёва 3-й переулок, бел. Зубачова
Зыбицкая улица, бел. Зыбіцкая. До 2010 года — Торговая улица. Ранее — Болотная улица, Зыбицкая улица

## И
Ивановская улица, бел. Іванаўская
Ивенецкая улица, бел. Івянецкая
Игнатенко улица, бел. Ігнаценкі
Игуменский тракт, бел. Ігуменскі
Извозная улица, бел. Возніцкая
Извозный 1-й переулок, бел. Возніцкі
Извозный 2-й переулок, бел. Возніцкі
Извозный 3-й переулок, бел. Возніцкі
Измайловская улица, бел. Ізмайлаўская
Измайловский 1-й переулок, бел. Ізмайлаўскі
Измайловский 2-й переулок, бел. Ізмайлаўскі
Измайловский 3-й переулок, бел. Ізмайлаўскі
Измайловский 4-й переулок, бел. Ізмайлаўскі
Измайловский проезд, бел. Ізмайлаўскі
Изумрудный переулок, бел. Ізумрудны
Илимская улица, бел. Ілімская.
Заводской район
Ильменская улица, бел. Ільменская
Индустриальная улица, бел. Індустрыяльная
Инженерная улица, бел. Інжынерная
Инструментальный переулок, бел. Інструментальны
Интернациональная улица, бел. Інтэрнацыянальная
Иодковская улица, бел. Ёдкаўская
Иодковский переулок, бел. Ёдкаўскi
Ириновская улица, бел. Ірынаўская
Ириновский переулок, бел. Ірынаўскi
Иркутская улица, бел. Іркуцкая
Иркутский переулок, бел. Іркуцкі
Искалиева улица, бел. Іскаліева

## К
Кабушкина улица, бел. Кабушкіна.
Заводской
Каганца улица
Казарменный переулок, бел. Казарменны
Казея улица.
Октябрьский район
Казимировская улица, бел. Казіміраўская
Калинина площадь, бел. Калініна
Калинина улица, бел. Калініна
Калинина переулок, бел. Калініна
Калининградский переулок, бел. Калінінградскі
Калиновского улица, бел. Каліноўскага
Кальварийский проезд, бел. Кальварыйскі
Кальварийская улица, бел. Кальварыйская.
Фрунзенский район
Казинца площадь, бел. Казінца
Казинца улица, бел. Казінца
Каменногорская улица, бел. Каменнагорская.
Фрунзенский район
Канатный переулок, бел. Канатны
Карастояновой улица, бел. Карастаянавай
Карбышева улица, бел. Карбышава.
Первомайский район
Каролинская улица, бел. Каралінская.
Московский район
Каролинский проезд, бел. Каралінскi.
Московский район
Карпова улица, бел. Карпава
Каховская улица, бел. Кахоўская
Каховский переулок, бел. Кахоўскі
Кедышко улица, бел. Кядышкі
Кирилла и Мефодия улица, бел. Кірыла і Мяфодзія.
Центральный район, до 1990 — улица Бакунина
Киевская улица, бел. Кіеўская
Кижеватова улица, бел. Кіжаватава
Киреева улица, бел. Кірэева
Кирова улица, бел. Кірава.
Ленинский, Октябрьский районы, до 1934 — Университетская улица
Киселева улица, бел. Кісялёва
Клецкая улица
Клецкий проезд, бел. Клецкi
Клубный проезд, бел. Клубны
Клумова улица, бел. Клумава
Клумова переулок, бел. Клумава
Ключевая улица, бел. Ключавая
Кнорина улица, бел. Кнорына.
Первомайский район, до 1967 — Кавалерийская улица
Коммунальная набережная, бел. Камунальная
Ковалева улица, бел. Кавалёва
Ковалевской улица, бел. Кавалеўскай
Ковалевской переулок, бел. Кавалеўскай
Колесникова улица, бел. Калеснікава.
Фрунзенский район
Колхозная улица, бел. Калгасная
Коллекторная улица, бел. Калектарная.
Московский район, до 1934 — Еврейская улица
Коллективный переулок, бел. Калектыўны
Коллективный проезд, бел. Калектыўны
Коммунистическая улица, бел. Камуністычная
Кооперативный переулок, бел. Кааператыўны
Комсомольская улица, бел. Камсамольская
Кобринская улица, бел. Кобрынская
Козлова улица, бел. Казлова.
До 1967 — Долгобродская улица, названа в честь В. И. Козлова
Козлова переулок, бел. Казлова. До 1968 года — 2-й Долгобродский переулок
Козыревская улица, бел. Козыраўская
Кольцова 1-й переулок, бел. Кальцова
Кольцова 2-й переулок, бел. Кальцова
Кольцова 3-й переулок, бел. Кальцова
Кольцова 4-й переулок, бел. Кальцова
Кольцова проезд, бел. Кальцова
Кольцевая 1-я улица, бел. Кальцавая
Кольцевая 2-я улица, бел. Кальцавая
Кольцевой 1-й проезд, бел. Кальцавы
Кольцевой 2-й проезд, бел. Кальцавы
Колоса, Якуба площадь
Колоса, Якуба улица
Коласа переулок
Колесникова улица, бел. Калеснікава
Кольцевая улица, бел. Кальцавая
Копыльская улица, бел. Капыльская
Копыльский проезд, бел. Капыльскі
Копыльский тупик, бел. Капыльскі
Корвата улица.
Партизанский район, до 1988 — Степная улица
Коржа улица, бел. Каржа
Корш-Саблина улица, бел. Корш-Сабліна
Корженевского улица, бел. Каржанеўскага
Корженевского переулок, бел. Каржанеўскага
Корзюки улица, бел. Карзюкі
Корицкого улица, бел. Карыцкага
Короля улица, бел. Караля.
Московский район, ранее — Обувная (1967), названа в честь В. А. Короля
Короткевича улица, бел. Караткевіча.
Октябрьский район, названа в честь подпольщика Дмитрия Короткевича, до 1964 — улица Аэропорт
Короткий 1-й переулок, бел. Кароткі
Короткий 2-й переулок, бел. Кароткі
Короткий 3-й переулок, бел. Кароткі
Короленко улица, бел. Караленкі
Комаровское Кольцо улица, бел. Камароўскае Кальцо
Космодемьянской улица, бел. Касмадзям’янскай
Космонавтов улица, бел. Касманаўтаў.
Московский район
Котовского улица, бел. Катоўскага
Котовского проезд, бел. Катоўскага
Кошевого улица, бел. Кашавога.
Названа в честь Олега Кошевого
Кольцова улица, бел. Кальцова.
Советский район
Козыревская улица, бел. Козыраўская
Крапивы улица, бел. Крапівы
Краснодонская улица, бел. Чырвонадонская
Кропоткина улица, бел. Крапоткіна
Кропоткина 1-й переулок, бел. Крапоткіна
Кропоткина 2-й переулок, бел. Крапоткіна
Красивая улица, бел. Прыгожая
Красивый переулок, бел. Прыгожы
Красина улица, бел. Красіна
Красная улица, бел. Чырвоная
Красная Слобода улица, бел. Чырвоная Слабада
Краснослободская улица, бел. Чырвонаслабодская
Краснозвёздная улица, бел. Чырвоназорная
Краснозвёздный переулок, бел. Чырвоназорны
Красноармейская улица, бел. Чырвонаармейская.
Ленинский район, до 1919 — Скобелевская улица
Красномысленский переулок, бел. Чырвонамысленскі
Крайняя улица
Крамского улица, бел. Крамскога
Кривичская улица, бел. Крывіцкая
Кривичский 2-й переулок, бел. Крывіцкі
Круглый переулок, бел. Круглы
Крупской улица, бел. Крупскай
Крупцы улица
Крыловича улица, бел. Крыловіча
Крыловича 1-й переулок, бел. Крыловіча
Крыловича 2-й переулок, бел. Крыловіча
Кривая улица, бел. Крывая
Кубанская улица
Кузнечная улица, бел. Кавальская
Кузнечный проезд, бел. Кавальскі
Куйбышева улица, бел. Куйбышава.
Советский, Центральный районы
Кулешова 1-й переулок, бел. Куляшова
Кулешова 2-й переулок, бел. Куляшова
Кулешова улица, бел. Куляшова.
Заводской район, до 1980 — Подшипниковая
Кулибина улица, бел. Кулібіна
Кульман улица
Кунцевщина улица, бел. Кунцаўшчына.
Фрунзенский район
Купалы улица
Купревича улица, бел. Купрэвіча. До 1997 года — Жодинская улица
Куприянова улица, бел. Купрыянава
Кутузова улица, бел. Кутузава
Курчатова улица, бел. Курчатава
Курганная улица
Кэчевский переулок, бел. Кэчаўскі

## Л
Лазарева улица, бел. Лазарава
Лазо улица
Лазо переулок
Ландера улица, бел. Ландара.
Октябрьский район
Левкова улица, бел. Ляўкова.
Октябрьский район, до 1974 — Вузовская улица. Названа в честь А. М. Левкова
Ленина улица, бел. Леніна
Ленинградская улица, бел. Ленінградская
До 1924 — Петроградская
Лепельская улица
Лермонтова улица, бел. Лермантава
Лесная улица, бел. Лясная
Летняя улица
Летний 1-й переулок, бел. Летні
Летний 2-й переулок, бел. Летні
Лещинского улица, бел. Ляшчынскага
Либаво-Роменская улица, бел. Лібава-Роменская
Либкнехта улица, бел. Лібкнехта
Лидская улица, бел. Лідская.
Фрунзенский район, названа в честь города Лида
Линейный переулок, бел. Лінейны
Липовая улица, бел. Ліпавая. До 2004 года — улица Дружная
Литературная улица, бел. Літаратурная
Литературный переулок, бел. Літаратурны
Лодочная улица, бел. Лодачная
Лодочный переулок, бел. Лодачны
Ломоносова улица, бел. Ламаносава
Ломоносова переулок, бел. Ламаносава
Лошица 2-я улица, бел. Лошыца
Ложинская улица, бел. Ложынская
Лобанка улица, бел. Лабанка
Луговая улица, бел. Лугавая
Луговой переулок, бел. Лугавы
Логойский тракт, бел. Лагойскі
Лошицкая улица, бел. Лошыцкая. До 1985 года — улица Гагаринаа
Лошицкий переулок, бел. Лошыцкі
Лошицкий проезд, бел. Лошыцкі
Михася Лынькова улица.
Фрунзенский район
Лукьяновича улица, бел. Лук’яновіча.
Советский район, названа в честь Лукьяновича Трифона Андреевича
Лучины улица, бел. Лучыны
Любимова проспект, бел. Любімава.
Московский район. Назван в честь Исидора Евстигнеевича Любимова
Люксембург улица.
Московский район, до 1922 — Матвеевская улица
Люксембург 2-й переулок.
Московский район
Любанская улица

## М
Магулянская улица
Майкова переулок, бел. Майкава
Магистральная улица, бел. Магістральная
Мавра улица, бел. Маўра.
Фрунзенский район, названа в честь белорусского писателя Янка Мавра
Магнитная улица, бел. Магнітная
Магнитный переулок, бел. Магнітны
Магазинная улица, бел. Магазінная
Мазурова улица, бел. Мазурава.
Фрунзенский район
Малая улица
Малинина улица, бел. Малініна.
Ленинский район
Малофеевская улица, бел. Малафееўская
Малый переулок, бел. Малы
Малый 2-й переулок, бел. Малы
Малявки улица, бел. Маляўкі
Маневича улица, бел. Маневіча
Марата улица
Маркса Карла улица
Марусинская улица, бел. Марусінская
Марусинский переулок, бел. Марусінскі
Марусинский 1-й переулок, бел. Марусінскі
Марусинский 2-й переулок, бел. Марусінскі
Марьевская улица, бел. Мар’еўская
Масюковщина переулок, бел. Масюкоўшчына
Масюковщина проезд, бел. Масюкоўшчына
Масюковщина улица, бел. Масюкоўшчына
Матвеевская улица, бел. Мацвееўская
Матвеевский переулок, бел. Мацвееўскі
Матросова улица, бел. Матросава.
Московский район, до 1954 — 10-й Железнодорожный переулок
Матусевича улица, бел. Матусевіча.
Фрунзенский район
Мачульского улица, бел. Мачульскага
Машинистов улица, бел. Машыністаў
Машинистов переулок, бел. Машыністаў
Маяковского улица
Маяковского переулок, бел. Маякоўскага
Машерова проспект, бел. Машэрава. До 2005 года — улицы Дрозда, Иерусалимская и Варвашени
Макаёнка улица, бел. Макаёнка.
Первомайский район
Машиностроителей улица, бел. Машынабудаўнікоў
Макаренко улица, бел. Макаранкі
Мебельный переулок, бел. Мэблевы
Медвежино улица, бел. Мядзвежына
Медвежино переулок, бел. Мядзвежына
Мележа улица
Мелиоративная улица, бел. Меліяратыўная
Мелиоративный переулок, бел. Меліяратыўны
Мельничный 1-й переулок, бел. Млынавы
Мельникайте улица, бел. Мельнікайтэ
Менделеева улица, бел. Мендзялеева.
Партизанский район, до 1952 — Аллейная
Менделеева 1-й переулок, бел. Мендзялеева
Меньковский тракт, бел. Мянькоўскi
Металлистов 1-й переулок, бел. Металістаў
Металлистов проезд, бел. Металістаў
Мержинского улица, бел. Мяржынскага.
Первомайский район, до 1981 — Инструментальная улица
Миколаевская улица, бел. Мікалаеўская
Микулича улица, бел. Мікуліча
Минина улица, бел. Мініна
Минина переулок, бел. Мініна
Мирная улица, бел. Мірная
Мирошниченко улица, бел. Мірашнічэнкі
Мичурина улица, бел. Мічурына
Михайлова улица, бел. Міхайлава.
Советский район, до 1975 — Ямная улица
Михайловский переулок, бел. Міхайлаўскі
Михалово улица район, до 1978 — Новая улица
Михалово 1-й переулок, бел. Міхалова.
Московский район, до 1978 — Первомайская улица
Михалово 2-й переулок, бел. Міхалова.
Московский район, до 1978 — Советская улица
Михалово 3-й переулок, бел. Міхалова.
Московский район, до 1978 — улица Калинина
Михалово 4-й переулок, бел. Міхалова.
Московский район, до 1978 — Минская улица
Могилёвская улица, бел. Магілёўская
Могилёвский переулок, бел. Магілёўскi
Можайского улица, бел. Мажайскага
Можайского 1-й переулок, бел. Мажайскага
Можайского 2-й переулок, бел. Мажайскага
Можайского 3-й переулок, бел. Мажайскага
Мозырская улица, бел. Мазырская
Мозырский переулок, бел. Мазырскі
Мозырский проезд, бел. Мазырскі
Молочный переулок, бел. Малочны
Монтажников улица, бел. Мантажнікаў
Монтажников 1-й переулок, бел. Мантажнікаў
Монтажников 2-й переулок, бел. Мантажнікаў
Монтажников 3-й переулок, бел. Мантажнікаў
Монтажников 4-й переулок, бел. Мантажнікаў
Монюшко улица, бел. Манюшкі
МОПРа улица, бел. МАДРа
Москвина улица, бел. Масквіна
Москвина переулок, бел. Масквіна.
Центральный район, до 1968 — Гродненский переулок
Московская улица, бел. Маскоўская
Музыкальный переулок, бел. Музычны
Мулявина бульвар, бел. Мулявіна. До 2004 года — бульвар Луначарского. До 1965 года — улица Деревообделочная
Мядельская улица, бел. Мядзельская
Мясникова улица, бел. Мяснікова.
Московский район
Мясникова площадь, бел. Мяснікова

## Н
Нагорная улица
Нагорный переулок, бел. Нагорны
Надеждинская улица, бел. Надзеждзінская
Наклонная улица, бел. Нахіленая
Наклонный 1-й переулок, бел. Нахілены
Наклонный 2-й переулок, бел. Нахілены
Налибокская улица, бел. Налібоцкая.
Фрунзенский район
Наполеона Орды улица, бел. Напалеона Орды.
Названа в честь Наполеона Орды
Народная улица
Нарочанская улица, бел. Нарачанская
Натуралистов улица, бел. Натуралістаў
Нахимова улица, бел. Нахімава
Невский переулок, бел. Неўскі
Неждановой улица, бел. Няжданавай
Неждановой переулок, бел. Няжданавай
Независимости площадь, бел. Незалежнасці.
До 1991 года — площадь Ленина
Независимости проспект, бел. Незалежнасці.
До 2005 года — проспект Скорины. До 1991 — Ленинский проспект. Ранее Центральный проспект, проспект Сталина, Захарьевская улица
Некрасова улица, бел. Някрасава
Некрасова переулок, бел. Някрасава
Немига улица, бел. Няміга.
Центральный район
Несвижская улица, бел. Нясвіжская
Нестерова улица, бел. Несцерава.
Заводской район
Нестерова 1-й переулок, бел. Несцерава
Нестерова 2-й переулок, бел. Несцерава
Нефтяная улица, бел. Нафтавая
Нефтяной переулок, бел. Нафтавы
Нёманская улица.
Фрунзенский
Никитина улица, бел. Нікіціна
Никитина 1-й переулок, бел. Нікіціна
Никитина 2-й переулок, бел. Нікіціна
Никифорова улица, бел. Нікіфарава
Новаторская улица, бел. Наватарская
Новаторский переулок, бел. Наватарскі
Новаторский проезд, бел. Наватарскі
Новая улица
Новгородская улица, бел. Наўгародская
Новгородский переулок, бел. Наўгародскі
Новинковская улица, бел. Навінкаўская
Нововиленская улица, бел. Нававіленская.
Центральный район
Нововиленский переулок, бел. Нававіленскі
Набережная улица, бел. Набярэжная
Новосельская улица, бел. Навасельская
Новосельский переулок, бел. Навасельскі
Новоуфимская улица, бел. Наваўфімская
Новоуфимский проезд, бел. Наваўфімскі
Ногина улица, бел. Нагіна

## О
Обойная улица, бел. Шпалерная
Обойный переулок, бел. Шпалерны
Обуховская улица, бел. Абухоўская
Обуховский 1-й переулок, бел. Абухоўскі
Обуховский 3-й переулок, бел. Абухоўскі
Обуховский 4-й переулок, бел. Абухоўскі
Объединённых наций площадь, бел. Аб’яднаных Нацый
Огарёва улица, бел. Агарова
Огородницкая улица, бел. Агародніцкая
Одесская улица, бел. Адэская
Одесский переулок, бел. Адэскі
Одинцова улица, бел. Адзінцова
Одоевского улица, бел. Адоеўскага.
Фрунзенский район
Одоевского переулок, бел. Адоеўскага.
Фрунзенский район
Озерная улица, бел. Азёрная
Озерный переулок, бел. Азёрны
Озерцовский тракт, бел. Азярцоўскі
Окрестина улица, бел. Акрэсціна
Окрестина 1-й переулок, бел. Акрэсціна
Окружной проезд, бел. Акружны
Октябрьская площадь, бел. Кастрычніцкая
Октябрьская улица, бел. Кастрычніцкая. До 1961 года — улица Ворошилова
Олешева улица, бел. Алешава
Олимпийский проспект, бел. Алімпійскі
Ольховая улица, бел. Альховая
Ольшевского улица, бел. Альшэўскага.
Фрунзенский район
Ольшевского переулок, бел. Альшэўскага.
Фрунзенский район
Ольшевского улица, бел. Альшэўскага.
Фрунзенский район
Омельянюка улица, бел. Амельянюка
Оранжерейная улица, бел. Аранжарэйная
Орловская улица, бел. Арлоўская. До 1990 года — улица Ворошилова
Орловский 3-й переулок, бел. Арлоўскі
Орловский 4-й переулок, бел. Арлоўскі
Орловский 5-й переулок, бел. Арлоўскі
Орловский 6-й переулок, бел. Арлоўскі
Орловский 7-й переулок, бел. Арлоўскі
Орловский 8-й переулок, бел. Арлоўскі
Орджоникидзе улица, бел. Арджанікідзэ
Оршанская улица, бел. Аршанская
Оршанский проезд, бел. Аршанскі
Освейская улица, бел. Асвейская
Освобождения улица, бел. Вызвалення
Осенняя улица, бел. Асенняя
Осенний 1-й переулок, бел. Асенні
Осенний 2-й переулок, бел. Асенні
Осипенко улица, бел. Асіпенкі.
Центральный район
Осиповичская улица, бел. Асіповіцкая
Острошицкая улица, бел. Астрашыцкая
Основателей улица, бел. Заснавальнікаў.
Первомайский район, до 1989 — Вишнёвая улица
Охотская улица, бел. Ахоцкая
Охотский переулок, бел. Ахоцкі
Охотский проезд, бел. Ахоцкі
Ошмянская улица, бел. Ашмянская
Ошмянский переулок, бел. Ашмянскі

## П
Павлова улица, бел. Паўлава
Павлова переулок, бел. Паўлава
Павловского улица, бел. Паўлоўскага
Панфилова улица, бел. Панфілава.
Центральный район
Панченко улица, бел. Панчанкі.
Фрунзенский район
Папанина улица, бел. Папаніна
Папернянская улица
Папернянский переулок, бел. Папернянскi
Парашютистов улица, бел. Парашутыстаў
Парашютная улица, бел. Парашутная
Парижской коммуны площадь, бел. Парыжскай камуны.
Центральный район, до 1919 — Троицкая площадь
Парковая улица, бел. Паркавая
Парниковая улица, бел. Парніковая
Парниковый 2-й переулок, бел. Парніковы
Парниковый проезд, бел. Парніковы
Парниковый 3-й переулок, бел. Парніковы
Паровозный переулок, бел. Паравозны
Партизанский проспект, бел. Партызанскі.
Ленинский, Заводской районы, до 1968 — Могилёвское шоссе
Партизанская улица, бел. Партызанская
Пархоменко улица, бел. Пархоменкі
Пашкевич улица, бел. Пашкевіч
Пензенская улица, бел. Пензенская
Первомайская улица, бел. Першамайская.
Ленинский район, до 1919 — Весёлая улица
Передовая улица, бел. Перадавая.
Партизанский район, до 1950 — Железнодорожная улица
Передовой переулок, бел. Перадавы
Переходная улица, бел. Пераходная
Переходный 1-й переулок, бел. Пераходны
Переходный 2-й переулок, бел. Пераходны
Пермская улица
Пермский переулок, бел. Пермскі
Песочная 2-я улица, бел. Пясочная
Петровщина улица, бел. Пятроўшчына
Петровщина переулок, бел. Пятроўшчына
Пилотская улица, бел. Пілоцкая
Пинская улица, бел. Пінская
Пионерская улица, бел. Піянерская
Пирогова улица, бел. Пірагова
Пирогова 1-й переулок, бел. Пірагова
Пирогова 2-й переулок, бел. Пірагова
Планёрная улица
Платонова улица, бел. Платонава.
До 1968 — Высокая улица
Плеханова улица, бел. Пляханава
Подгорная улица, бел. Падгорная
Победы площадь, бел. Плошча Перамогі
Победителей проспект, бел. Пераможцаў. До 2005 года — проспект Машерова. До 1981 года — Парковая магистраль
Подлесная улица, бел. Падлесная. До 1988 года — улица Железнодорожная
Подольская улица, бел. Падольская
Подольский 1-й переулок, бел. Падольскі
Подольский 2-й переулок, бел. Падольскі
Подольский 3-й переулок, бел. Падольскі
Подольский 4-й переулок, бел. Падольскі
Попова улица, бел. Папова
Подшипниковый проезд, бел. Падшыпнікавы
Пожарная улица, бел. Пажарная
Пожарского улица, бел. Пажарскага
Полевая улица, бел. Палявая
Полевой переулок, бел. Палявы
Полесская улица, бел. Палеская
Ползунова переулок, бел. Паўзунова
Полиграфическая улица, бел. Паліграфічная
Полиграфический 1-й переулок, бел. Паліграфічны
Полиграфический 2-й переулок, бел. Паліграфічны
Полиграфический 3-й переулок, бел. Паліграфічны
Полиграфический 4-й переулок, бел. Паліграфічны
Полоцкий переулок, бел. Полацкі
Полтавская улица, бел. Палтаўская
Полярная улица, бел. Палярная
Пономаренко улица, бел. Панамарэнка
Пономарёва улица, бел. Панамарова.
Первомайский район
Поселковая 1-я улица, бел. Пасялковая
Поселковая 2-я улица, бел. Пасялковая
Поселковый переулок, бел. Пасялковы
Поселковый 2-й переулок, бел. Пасялковы
Поселковый 3-й переулок, бел. Пасялковы
Поставская улица, бел. Пастаўская
Почтовая улица, бел. Паштовая
Пржевальского улица, бел. Пржэвальскага
Пржевальского 2-я улица, бел. Пржэвальскага
Привабная улица, бел. Прывабная
Приветливая улица, бел. Прыветлівая
Привокзальная площадь, бел. Прывакзальная
Пригородная улица, бел. Прыгарадная
Придорожная улица, бел. Прыдарожная
Прилукская улица, бел. Прылуцкая
Прилукский 2-й переулок, бел. Прылуцкі
Приозёрная улица, бел. Прыазёрная
Притыцкого улица, бел. Прытыцкага.
Фрунзенский район, до 1971 — Раковское шоссе
Прогрессивная улица, бел. Прагрэсіўная
Проездной переулок, бел. Праязны
Промышленный переулок, бел. Прамысловы
Промышленная улица, бел. Прамысловая
Профсоюзная улица, бел. Прафсаюзная
Профсоюзный переулок, бел. Прафсаюзны
Профсоюзный проезд, бел. Прафсаюзны
Прушинских улица, бел. Прушынскіх
Прямая улица, бел. Прамая
Псковская улица, бел. Пскоўская
Пугачёвская улица, бел. Пугачоўская.
Советский район, до 1922 — Казаковская площадь
Пулихова улица, бел. Пуліхава.
Партизанский район, до 1923 — Архиерейская слобода. Названа в честь Ивана Петровича Пулихова
Путейская улица, бел. Пуцейская
Путейский переулок, бел. Пуцейскi
Путепроводный 1-й переулок, бел. Пуцеправодны
Путепроводный 2-й переулок, бел. Пуцеправодны
Путепроводный 3-й переулок, бел. Пуцеправодны
Путепроводный 4-й переулок, бел. Пуцеправодны
Путепроводный 5-й переулок, бел. Пуцеправодны
Путепроводный 6-й переулок, бел. Пуцеправодны
Путепроводный 7-й переулок, бел. Пуцеправодны
Путепроводный 8-й переулок, бел. Пуцеправодны
Путилова улица, бел. Пуцілава.
Первомайский район
Пуховичская улица, бел. Пухавіцкая
Пушкина проспект, бел. Пушкіна.
Фрунзенский район

## Р
Рабкоровская улица, бел. Рабкораўская
Рабкоровский переулок, бел. Рабкораўскi
Рабочий переулок, бел. Рабочы
Радиальная улица, бел. Радыяльная
Радиаторная 1-я улица, бел. Радыятарная
Радиаторная 2-я улица, бел. Радыятарная
Радиаторный 1-й переулок, бел. Радыятарны
Радиаторный 2-й переулок, бел. Радыятарны
Радиаторный 3-й переулок, бел. Радыятарны
Радиаторный 4-й переулок, бел. Радыятарны
Радиаторный 5-й переулок, бел. Радыятарны
Радищева улица, бел. Радзішчава
Радошковичская улица, бел. Радашковіцкая
Радошковичский переулок, бел. Радашкоўскі
Разинская улица, бел. Разінская
Разинский переулок, бел. Разінскі
Районная 1-я магистраль, бел. Раённая
Рафиева улица, бел. Рафіева.
Московский район, названа в честь Н. P. Рафиева
Райниса улица, бел. Райніса
Радужная улица, бел. Вясёлкавая
Раковская улица, бел. Ракаўская.
Центральный район, в 1937—1993 — улица Островского
Раубичская улица, бел. Раўбіцкая
Раубичский переулок, бел. Раўбіцкі
Революционная улица, бел. Рэвалюцыйная
Репина улица, бел. Рэпіна
Речная улица, бел. Рачная
Ржавецкая улица
Рижская улица, бел. Рыжская
Рижский 1-й переулок, бел. Рыжскі
Рижский 2-й переулок, бел. Рыжскі
Родниковая улица, бел. Радніковая
Рогачёвская улица, бел. Рагачоўская
Рогачевский переулок, бел. Рагачоўскі
Рогачевский проезд, бел. Рагачоўскі
Рокоссовского проспект, бел. Ракасоўскага
Романовская Слобода улица, бел. Раманаўская Слабада
Ромашкина улица, бел. Рамашкіна
Роменская улица
Ротмистрова улица, бел. Ратмістрава
Русановича улица, бел. Русановіча.
До 1978 — Строительная улица, 1978—2000 — 5-й переулок Михалово
Руссиянова улица, бел. Русіянава
Россонская улица, бел. Расонская
Румянцева улица, бел. Румянцава
Рыбалко улица, бел. Рыбалкі
Рылеева улица
Рущица улица, бел. Рушчыца
Рябинницкая улица, бел. Рабінніцкая
Рябиновая улица, бел. Рабінавая

## С
Садовая улица
Самарский переулок, бел. Самарскi
Сапёров улица, бел. Сапёраў
Свердлова улица, бел. Свярдлова.
Московский, Ленинский районы, до 1922 — Коломенская улица
Светлая улица
Свирский 1-й переулок, бел. Свірскі
Свирский 2-й переулок, бел. Свірскі
Свирский 3-й переулок, бел. Свірскі
Свирский 4-й переулок, бел. Свірскі
Свислочская улица, бел. Свіслацкая.
Располагалась вдоль Чижовского водохранилища. Новая Свислочская улица (проектируемое название — Магистральная) пройдет вдоль одноименной городской реки на участке от улицы Машиностроителей до Инженерной.
Свободы улица, бел. Свабоды
Свободы площадь площадь, бел. Плошча Свабоды.
Центральный район, до 1917 — Соборная площадь
Связистов улица, бел. Сувязістаў
Севастопольская улица, бел. Севастопальская.
Первомайский район
Севастопольский переулок, бел. Севастопальскі
Северный переулок, бел. Паўночны
Седова улица, бел. Сядова
Седых улица, бел. Сядых
Селицкого улица, бел. Сяліцкага
Семашко улица, бел. Сямашкі
Семёнова улица, бел. Сямёнава.
Ленинский район, до 1964 — Германовская улица
Сенницкая улица, бел. Сенніцкая
Сенницкий проезд, бел. Сенніцкі
Серафимовича улица, бел. Серафімовіча
Сердича улица, бел. Сердзіча
Серебряное Кольцо улица, бел. Срэбранае Кальцо
Серебрянская улица, бел. Серабранская
Серебрянская Малая улица, бел. Серабранская Малая
Серебрянский переулок, бел. Серабранскі
Серова улица, бел. Сярова
Сеченова улица, бел. Сечанава
Силикатный 1-й переулок, бел. Сілікатны
Силикатный 2-й переулок, бел. Сілікатны
Сиреневая улица, бел. Бэзавая
Скалинская улица, бел. Скалінская
Скорины улица, бел. Скарыны. До 2005 года — Староборисовский тракт.
Первомайский район
Скорины 1-й переулок, бел. Скарыны
Скрипникова улица, бел. Скрыпнікава
Скрыганова улица, бел. Скрыганава
Славинского улица, бел. Славінскага
Славный переулок, бел. Слаўны
Славянская улица
Слепня Большая улица, бел. Вялікая Слепня
Слепнянский 2-й переулок, бел. Сляпнянскі
Слепнянский 4-й переулок, бел. Сляпнянскі
Слепнянский 5-й переулок, бел. Сляпнянскі
Слесарная улица, бел. Слясарная
Слонимская улица, бел. Слонімская
Слонимский 1-й переулок, бел. Слонімскі
Слуцкой улица, бел. Слуцкай
Слободская улица, бел. Слабадская.
Московский район
Слободской проезд, бел. Слабадскі.
Московский район
Смирнова улица, бел. Смірнова
Смоленская улица, бел. Смаленская
Смолячкова улица, бел. Смалячкова
Сморговский тракт, бел. Смаргоўскі
Сморговский 1-й переулок, бел. Смаргоўскі
Сморговский 2-й переулок, бел. Смаргоўскі
Сморговский 3-й переулок, бел. Смаргоўскі
Сморговский 4-й переулок, бел. Смаргоўскі
Сморговский 5-й переулок, бел. Смаргоўскі
Сморговский проезд, бел. Смаргоўскі
Снежный переулок, бел. Снежны
Собинова переулок, бел. Собінава
Собинова 2-й переулок, бел. Собінава
Собинова улица, бел. Собінава
Советская улица, бел. Савецкая.
Московский район, до 1919 — Захарьевская улица
Соколянский переулок, бел. Сакалянскі
Сосновая улица, бел. Сасновая
Солнечная улица, бел. Сонечная
Соломенная улица, бел. Саламяная
Солтыса улица
Солтыса переулок
Сосновый бор улица, бел. Сасновы Бор
Социалистическая улица, бел. Сацыялістычная
Стариновская улица, бел. Старынаўская
Стадионная улица, бел. Стадыённая
Степана Злобина улица бел. Сцяпана Злобіна
Степянская улица, бел. Сцяпянская. До 1988 года — Западная улица
Степянский переулок, бел. Сцяпянскi
Станиславского улица, бел. Станіслаўскага
Старобинская улица, бел. Старобінская
Староборисовский тракт, бел. Старабарысаўскі
Старовиленская улица, бел. Старавіленская
Старовиленский тракт, бел. Старавіленскі
Сторожевская улица, бел. Старажэўская
Стасова улица, бел. Стасава
Стасова 1-й переулок, бел. Стасава
Стасова 2-й переулок, бел. Стасава
Стасова 3-й переулок, бел. Стасава
Стахановская улица, бел. Стаханаўская
Стахановский переулок, бел. Стаханаўскi.
Партизанский район, до 1977 — Банный переулок
Стебенёва улица, бел. Сцебянёва
Стебенёва переулок, бел. Сцебянёва
Стекольный переулок, бел. Шкляны
Степной переулок, бел. Стэпавы
Стефановская улица, бел. Стэфанаўская
Столбцовская улица, бел. Стаўбцоўская
Столетова улица, бел. Сталетава
Столетова переулок, бел. Сталетава
Столетова проезд, бел. Сталетава
Стрелковая улица, бел. Стралковая
Строителей улица, бел. Будаўнікоў
Студенческая улица, бел. Студэнцкая
Студенческий переулок, бел. Студэнцкі
Малое Стиклёво улица, бел. Малае Сціклёва
Степная улица, бел. Стэпавая
Суворова улица, бел. Суворава
Судмалиса улица, бел. Судмаліса.
Ленинский район, до 1976 — Батарейная улица. Названа в честь И. Я. Судмалиса
Суражская улица
Сурганова улица, бел. Сурганава.
Советский, Первомайский районы
Сурикова улица, бел. Сурыкава
Сурикова переулок, бел. Сурыкава
Сурикова проезд, бел. Сурыкава
Сухая улица
Сухаревская улица, бел. Сухараўская
Сырокомли улица, бел. Сыракомлі

## Т
Тобольский переулок, бел. Табольскі
Таёжная улица, бел. Тайговая
Талаша улица
Талаша переулок
Таллинская улица, бел. Талінская
Таллинский переулок, бел. Талінскi
Танка улица
Тарашкевича улица, бел. Тарашкевіча
Тарханова улица, бел. Тарханава
Татарская улица
Ташкентская улица, бел. Ташкенцкая
Ташкентский проезд, бел. Ташкенцкi
Тбилисская улица, бел. Тбіліская
Твёрдый 1-й переулок, бел. Цвёрды
Телеграфный переулок, бел. Тэлеграфны
Тенистая улица, бел. Цяністая
Тепличная улица, бел. Цяплічная
Тепличный переулок, бел. Цяплічны
Тикоцкого улица, бел. Цікоцкага
Типографский проезд, бел. Тыпаграфскі
Тимирязева переулок, бел. Ціміразева
Тимирязева улица, бел. Ціміразева.
Центральный район
Тимошенко улица, бел. Цімашэнкі
Тиражная улица, бел. Тыражная
Тиражный 1-й переулок, бел. Тыражны
Тиражный 2-й переулок, бел. Тыражны
Тиражный проезд, бел. Тыражны
Тихая улица, бел. Ціхая
Тихий переулок, бел. Ціхі
Товарищеский переулок, бел. Таварыскі
Толбухина бульвар, бел. Талбухіна
Толстого улица, бел. Талстога
Толстого переулок, бел. Талстога
Толстого проезд, бел. Талстога
Томская улица
Томский переулок, бел. Томскі
Топографическая улица, бел. Тапаграфічная
Топографический 1-й переулок, бел. Тапаграфічны
Топографический 2-й переулок, бел. Тапаграфічны
Торговый переулок, бел. Гандлёвы
Торфяной переулок, бел. Тарфяны
Тракторостроителей бульвар, бел. Трактарабудаўнікоў
Транспортный переулок, бел. Транспартны
Тростенецкая улица, бел. Трасцянецкая
Трубный переулок, бел. Трубны
Трубный 1-й переулок, бел. Трубны
Трубный 2-й переулок, бел. Трубны
Трубный 3-й переулок, бел. Трубны
Трудовая улица, бел. Працоўная
Тростенец Малый улица, бел. Трасцянец Малы
Тростенец Малый переулок, бел. Трасцянец Малы
Труса улица
Тульская улица
Тульский 1-й переулок, бел. Тульскі
Тульский 2-й переулок, бел. Тульскі
Туполева улица, бел. Тупалева
Тургенева улица
Тухачевского улица, бел. Тухачэўскага
Тучинский переулок, бел. Тучынскі
Тупиковая улица, бел. Тупіковая
Тяпинского улица, бел. Цяпінскага

## У
Уборевича улица, бел. Убарэвіча
Уборевича проезд, бел. Убарэвіча
Украинская улица, бел. Украінская
Украинки улица, бел. Украінкі
Ульяновская улица, бел. Ульянаўская
Уманская улица
Уманская 1-я улица
Уральская улица
Уральский переулок, бел. Уральскі
Урожайная улица, бел. Ураджайная
Уручская улица, бел. Уруцкая
Уручье улица, бел. Уручча
Усадебная улица, бел. Сядзібная
Усадебный переулок, бел. Сядзібны
Уфимская улица, бел. Уфімская
Ученический переулок, бел. Вучнёўскі
Ушакова улица
Ушакова переулок
Ушачская улица, бел. Ушацкая
Уютная улица, бел. Утульная

## Ф
Фабрициуса улица, бел. Фабрыцыуса.
Московский район, до 1929 — Григорьевская улица
Фабрициуса переулок, бел. Фабрыцыуса.
Московский район, до 1977 года — улица Дзержинского
Фабричная улица, бел. Фабрычная
Фабричный 1-й переулок, бел. Фабрычны
Фабричный 2-й переулок, бел. Фабрычны
Фанипольская улица, бел. Фаніпальская
Фанипольский переулок, бел. Фаніпальскі
Улица Академика Фёдорова улица, бел. Акадэміка Фёдарава.
Фрунзенский район
Федотова улица, бел. Фядотава
Федотова переулок, бел. Фядотава
Физкультурная улица, бел. Фізкультурная
Физкультурный переулок, бел. Фізкультурны
Физкультурный 2-й переулок, бел. Фізкультурны
Филатова улица, бел. Філатава
Филимонова улица, бел. Філімонава
Фогеля улица
Фольварковая улица, бел. Фальваркавая
Фольварковый переулок, бел. Фальваркавы
Фомина улица, бел. Фаміна
Фомина 1-й переулок, бел. Фаміна
Фомина 2-й переулок, бел. Фаміна
Фроликова улица, бел. Фролікава
Фруктовый переулок, бел. Фруктовы
Фрунзе улица, бел. Фрунзэ.
Партизанский район, до 1925 — Госпитальная улица
Фучика улица, бел. Фучыка.
Заводской район

## Х
Хабаровская улица, бел. Хабараўская
Халтурина улица, бел. Халтурына
Халтурина 1-й переулок, бел. Халтурына
Халтурина 2-й переулок, бел. Халтурына
Харьковская улица, бел. Харкаўская
Харьковский 3-й переулок, бел. Харкаўскі
Хмаринская улица, бел. Хмарынская
Хмелевского улица, бел. Хмялеўскага
Хмельницкого улица, бел. Хмяльніцкага
Холмогорская улица, бел. Халмагорская
Холмогорский 1-й переулок, бел. Халмагорскі
Холмогорский 2-й переулок, бел. Халмагорскі
Холмогорский 3-й переулок, бел. Халмагорскі
Холмогорский 4-й переулок, бел. Халмагорскі
Хоружей улица, бел. Харужай

## Ц, Ч
Центральная улица, бел. Цэнтральная
Цеткин Клары улица, бел. Цэткін.
Московский район, до 1933 — Малявский переулок
Циолковского улица, бел. Цыялкоўскага
Циолковского 2-й переулок, бел. Цыялкоўскага
Цнянская улица
Чайкиной улица, бел. Чайкінай
Чайковского улица, бел. Чайкоўскага
Чайковского переулок, бел. Чайкоўскага
Чайковского проезд, бел. Чайкоўскага
Чайлытко улица, бел. Чайлыткі
Чапаева улица
Чарота улица
Чеботарёва улица, бел. Чабатарова.
Партизанский район, до 1976 — Промышленная улица
Чекалина улица, бел. Чакаліна
Чекалина проезд, бел. Чакаліна
Челюскинцев улица, бел. Чалюскінцаў
Челюскинцев 2-й переулок, бел. Чалюскінцаў
Червякова улица, бел. Чарвякова.
Названа в честь А. Г. Червякова
Червякова переулок, бел. Чарвякова
Черниговская улица, бел. Чарнігаўская
Черниговский 1-й переулок, бел. Чарнігаўскі
Чернышевского улица, бел. Чарнышэўскага.
Первомайский район
Чернышевского 1-й переулок, бел. Чарнышэўскага
Черняховского улица, бел. Чарняхоўскага.
Первомайский район, до 1946 — Кожевенная улица
Чехова улица, бел. Чэхава
Чечота улица, бел. Чачота.
Московский район
Чигладзе улица, бел. Чыгладзэ
Чижовская улица, бел. Чыжоўская
Чичерина улица, бел. Чычэрына.
Центральный район, до 1922 — Георгиевская улица
Чижевских улица, бел. Чыжэўскіх
Чижевских переулок, бел. Чыжэўскіх
Чижевских проезд, бел. Чыжэўскіх
Чкалова улица, бел. Чкалава.
Октябрьский район, до 1939 — Койдановский тракт
Чорного улица, бел. Чорнага
Чорного переулок, бел. Чорнага.
Первомайский район, до 1956 — Переносная улица
Чюрлёниса улица, бел. Чурлёніса.
Московский район

## Ш, Щ
Шабаны улица
Шабловского улица, бел. Шаблоўскага
Шаранговича улица, бел. Шаранговіча
Шатько улица, бел. Шацько.
Московский район, до 1964 — 9-й Железнодорожный переулок
Шафарнянская улица
Шевченко бульвар, бел. Шаўчэнкі
Шейпичи улица, бел. Шэйпічы.
Ленинский район
Шемеша улица, бел. Шэмеша
Ширмы улица, бел. Шырмы
Широкая улица, бел. Шырокая
Шишкина улица, бел. Шышкіна
Шпилевского улица, бел. Шпілеўскага
Школьная улица
Школьный переулок, бел. Школьны
Шорная улица
Шоссейная улица, бел. Шасэйная
Шугаева улица
Шумилинская улица, бел. Шумілінская
Щедрина улица, бел. Шчадрына
Щедрина 1-й переулок, бел. Шчадрына
Щедрина 2-й переулок, бел. Шчадрына
Щедрина 3-й переулок, бел. Шчадрына
Щепкина улица, бел. Шчэпкіна
Щербакова улица, бел. Шчарбакова
Щербакова переулок, бел. Шчарбакова
Щорса улица, бел. Шчорса.
Московский район
Щорса 2-я улица, бел. Шчорса
Щорса 3-я улица, бел. Шчорса
Щорса 4-я улица, бел. Шчорса
Щорса 5-я улица, бел. Шчорса
Щётовка улица, бел. Шчотаўка

## Э, Ю, Я
Экскаваторная улица, бел. Экскаватарная
Экскаваторный переулок, бел. Экскаватарны
Энгельса улица
Энергетический проезд, бел. Энергетычны
Юбилейная площадь, бел. Юбілейная
Юбилейная улица, бел. Юбілейная.
Центральный район
Юбилейный переулок, бел. Юбілейны
Южная улица, бел. Паўднёвая
Южный переулок, бел. Паўднёвы
Южный 1-й переулок, бел. Паўднёвы
Юношеская улица, бел. Юнацкая
Юношеский 1-й переулок, бел. Юнацкі
Юношеский 2-й переулок, бел. Юнацкі
Ярковская улица, бел. Яркоўская
Ясная улица
Яблоневая улица, бел. Яблыневая
Якубова улица, бел. Якубава.
Ленинский район
Якубовского улица, бел. Якубоўскага
Янковского улица, бел. Янкоўскага.
Фрунзенский район
Янтарная улица, бел. Бурштынавая
Ярошевичская улица, бел. Ярашэвіцкая
Ярошевичский переулок, бел. Ярашэвіцкі

## Затапливаемость дождём
Проливные дожди могут стать причиной затопления проезжей части следующих участков улично-дорожной сети: пл. Победы, перекрестки ул. Червякова — ул. Каховская, пр. Независимости — ул. Ленина, пр. Дзержинского в районе пл. Богушевича и 2-го пер. Р.Люксембург, ул. Я.Купалы — ул. Интернациональная, ул. Я.Купалы — ул. Куйбышева, ул. Железнодорожная — ул. Уманская, пр. Победителей — ул. Игнатенко, пр. Победителей в районе дворца «Спорта», пр. Победителей — ул. Тарханова, ул. Ленина — ул. Ульяновская, ул. Орловская — ул. Тимошенко, ул. Интернациональная дом № 20.
За «сухость» (быстрое попадание воды под землю) улиц отвечает ливневая система города (коллектор). Наиболее затапливаемые (на 2009 год) улицы:
- ул. Немига
- ул. Коммунистическая (вблизи домика РСДРП)
- пр. Независимости — ул. Ленина
- ул. Янки Купалы — ул. Интернациональная
- ул. Янки Купалы — ул. Куйбышева
- ул. Железнодорожная — ул. Уманская
- пр. Победителей — ул. Игнатенко
- пр. Победителей в районе Дворца спорта
- ул. Ленина — ул. Ульяновская
- ул. Орловская — ул. Тимошенко

В Минске строится подземный коллектор «Центр» (его работа на полную мощность — к 2015 году).